# زاريتشنيي (ساها)
زاريتشنيي (بالروسية: Заречный) هي مدينة في جمهورية ياقوتيا في روسيا.
يبلغ عدد سكانها حوالي 668 نسمة.